# Wilhelm Werth
Wilhelm Werth (* 27. Dezember 1913 in Saarwellingen; † 1. Juni 1975) war ein deutscher Jurist und Politiker der SPD.

## Leben
Nach dem Besuch des humanistischen Gymnasiums studierte Werth Rechtswissenschaften an den Universitäten in Heidelberg, Bonn und Freiburg im Breisgau. Während seines Studiums trat er am 1. Mai 1937 der NSDAP bei (Mitgliedsnummer 5.145.501). 1939 legte er das erste Staatsexamen ab, zog danach in den Zweiten Weltkrieg und geriet in Kriegsgefangenschaft, aus der er im Oktober 1946 entlassen wurde.
Nach seiner Entlassung aus der Kriegsgefangenschaft setzte Werth sein Studium fort, das er 1951 mit dem zweiten Staatsexamen beendete. Daraufhin war Werth lange Jahre als Richter tätig, zunächst an den Amtsgerichten Saarbrücken und Perl. 1952 erfolgte seine Ernennung zum Amtsgerichtsrat. Im Mai 1957 wechselte er zum Verwaltungsgericht in Saarbrücken, wo er zum ersten Verwaltungsgerichtsrat und 1958 zum Verwaltungsdirektor ernannt wurde. Im Januar 1959 wechselte er zum Verfassungsgerichtshof des Saarlandes in Saarbrücken.
Am 4. Dezember 1960 wurde Werth für die SPD in den Saarländischen Landtag gewählt und verließ damit das Verwaltungsgericht. 1965 erfolgte seine Wiederwahl in den Landtag. Am 14. März 1968 wurde er zum parlamentarischen Geschäftsführer der Landtagsfraktion der SPD gewählt. 1970 wurde er erneut in den Landtag gewählt, dem er bis zu seinem Tode angehörte.